# Gottfried Lange (Bischof)
Gottfried Lange (* ca. 1425 in Lüneburg; † 8. Juli 1458) war Domherr in Lübeck sowie in Bardowiek und als Gottfried II. von 1457 bis 1458 Bischof von Schwerin.

## Leben
Gottfried Lange entstammte einer Lüneburger Patrizierfamilie. Er war der jüngste Sohn des Bürgermeisters Heinrich Lange aus seiner ersten Ehe mit Elisabeth (Beke) Tzerstede (Sarstedt).
Lange studierte, gerade 15-jährig, als Kanoniker am Lübecker Dom und hatte durch gute Beziehungen seines Vaters die Lübecker Domherrenstelle erlangt. Sein Vater betreute die Lüneburger Salzpfannen des Lübecker Domkapitels. Gottfried hatte sein Studium gerade begonnen, als er 1443 zusätzlich eine Vikarie in Lüneburg erlangte. Um beide Pfründen genießen zu dürfen, wurde ihm päpstliche Dispens gewährt.
Ab Michaelis 1442 bis 1444 studiert er an der Universität Erfurt und von 1452 bis 1454 an der Universität Bologna, der ersten Adresse für Rechtswissenschaft. Dort wurde er Doctor decretalium (in Kirchenrecht) und Prokurator der Natio Germanicae, eine Art Sprecher der Deutschen und verfasste eine Lobrede auf den Rektor der Universität. Lange war ein gelehrter Jurist mit humanistischen Interessen und zählte zu den ersten Deutschen, die sich unter dem Eindruck des italienischen Humanismus 1453 selbst als Schriftsteller versuchten. Seine Historia exidii et ruinae Constantinopolitanae urbis schildert die Belagerung der Stadt Konstantinopel.
Er war zu dieser Zeit bepfründet als Stiftsherr in Bardowick, Domherr in Lübeck und Vikar an St. Johannes in Lüneburg.
Der Weihe nach war er erst Diakon, 29 Jahre alt und hatte noch nicht das für das Bischofsamt erforderliche Alter. Die Dispens von diesem Weihehindernis sowie die Provision erhielt er am 6. April 1457. Es scheint, dass die Konsekration bereits vor dem 26. Mai 1457 erfolgte, und um den 28. Juli 1457 wird wohl der Einzug im Bistum Schwerin gewesen sein. An den Verhandlungen zwischen Bischof Nicolaus Böddeker und Kanonikus Lange von Lübeck hatte auch dessen Vater erheblichen Anteil genommen. Die dabei eingegangenen Verpflichtungen finanzieller Art hatten ihm allerdings schon wenig später erhebliche Sorgen bereitet. Wegen der Kürze des Pontifikates Bischof Gottfrieds II. sind nur wenige Quellen vorhanden. Sein Bischofssiegel muss Gottfried zur Bischofsweihe in Auftrag gegeben haben. Das einzige gut erhaltene Exemplar hängt an einer Urkunde vom 2. August 1457, mit der Gottfried eine Urkunde des Schweriner Domkapitels zugunsten von Nicolaus Böddeker bestätigte.
Nach einem knappen Jahr seines Wirkens erkrankte Bischof Gottfried Anfang Juli 1458 und starb bereits 8. Juli 1458 an der Pest. An welchem Ort das war, ist nicht bekannt. Sein Grab fand er im Schweriner Dom. Der ihm gelegte inzwischen verlorengegangene Grabstein soll folgende Inschrift getragen haben:
Im Jahre des Herrn 1458, den 8. des Monats Julii ist gestorben der Ehrwürdige in Christo Vater, Herr Gottfried Lange, der Rechten Doktor und dieser Kirchen Bischoff; welches Seele ruhe in Friede.
In einem Brief vom 8. Juli 1458, am Todestag seines Sohnes Gottfried, schrieb Hinrich Lange noch einen Brief an den Bützower Kanoniker Peter Brand. Er bedankte sich bei Kaplan Peter, der gemeinsam mit Gottfried Lange in Rom war, für die betrübliche Nachricht von der Erkrankung seines Sohnes, auf den er alle Hoffnung für sich und seine Kinder gesetzt habe. Die Studien in Erfurt und Bologna hatten große Kosten verursacht und das Schweriner Bischofsamt 1000 Gulden Schulden bei Nikolaus Böddeker und noch 1580 Mark Lübisch, die er seinem Sohn in Rom geliehen habe. Peter Brand möge helfen, dass dieses Geld nicht verloren gehe. Der Handel um den Schweriner Bischofsstuhl war in mehrfacher Hinsicht, persönlich wie wirtschaftlich, zum großen Verlustgeschäft geworden. Um die Rückzahlung der 1000 Gulden kam es noch zu gerichtlichen Auseinandersetzungen mit dem Testamentsvollstreckern des Nikolaus Böddeker, die 1465 bis nach Rom gingen. Nach dem Tode Hinrich Lange 1466 einigten sich seine Erben auf einem Schiedsgerichtsverfahren über die finanziellen Probleme der kurzen Amtszeit des Gottfried Lange.

## Siegel und Wappen
Die farbigen Darstellungen im Wappen der Patrizierfamilie Lange in Lüneburg zeigen einen von Silber und Rot längs geteilten Schild mit nach rechts emporsteigendem halben weißen Bären, an Maul und Tatzen rot bewehrt. Es gab aber auch von Grün und Rot geteilten Wappenschild mit dem halben Bären.
Bischof Gottfried führte ein rundes Siegel, ein Schlüsselsiegel mit einer Bildplatte in rotem Wachs von 35 Millimeter Durchmesser. Es zeigt in gotischer Architektur eine bekrönte Madonna im Strahlenkranz mit einem Kind auf dem rechten Arm unter einem hübschen Baldachin. Darunter stehen zwei Wappenschilde, von denen im rechten das bischöfliche Wappen mit zwei gekreuzten Bischofsstäben und im linken das Familienwappen der Lange mit einem nach rechts gewendeten Bären befinden.
Die Umschrift lautet: Sigillv(m) godfridi ep(iscop)i zwerinen(sis).
Das Siegel von 1457 galt 1984 als verloren. Seit Umzug des Wismarer Stadtarchivs in die Altwismarstraße 7–17 wieder vorhanden.

## Schriften
- Historia excidii et ruinae Constantinopolitanae urbis, 1453